# Fogão a lenha
Um fogão de lenha, fogão a lenha ou, ainda, fogão caipira, consiste em um utensílio culinário utilizado para preparar alimentos. Esses fogões são muito comuns na culinária caipira dos estados de São Paulo e Minas Gerais, principalmente no interior e áreas rurais paulistas e mineiras. Na região Sul do Brasil, também são amplamente utilizados, sobretudo nas áreas rurais. Várias receitas são preparadas nesse artefato, variando conforme a cultura local, indo desde o famoso tutu à mineira até a cuca gaúcha.

## Tipos de fogões

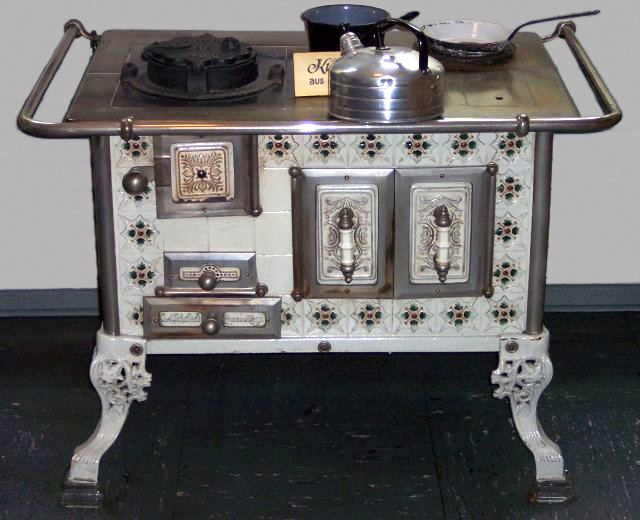
Fogão a lenha feito em metal

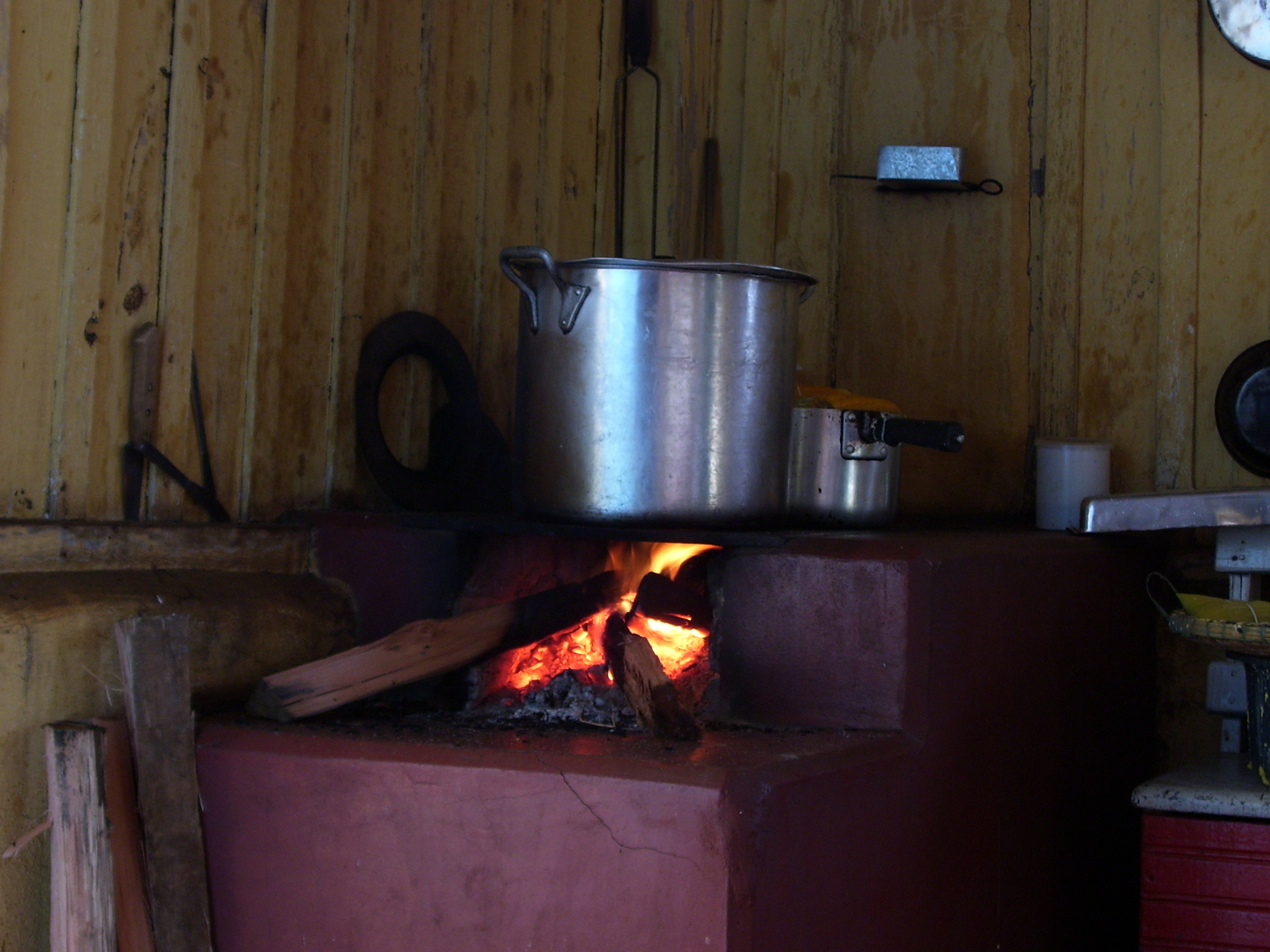
Fogão a lenha feito em alvenaria

No Brasil, há dois diferentes tipos de fogões de lenha. O primeiro, mais utilizado no sul do país, é montado em metal. Carvão vegetal ou lenha são adicionados na parte de baixo do fogão, aquecendo tanto o forno bem como uma chapa de metal instalada em seu topo, onde são colocadas as panelas.
Um segundo tipo de fogão, mais utilizado nos estados de Minas Gerais e interior de São Paulo, é construído em alvenaria. A lenha é colocada diretamente em um túnel sob os bocais do fogão. O ar quente resultante da queima da lenha circula por esse túnel, indo até a base da chaminé, onde normalmente é instalado um forno, feito em aço ou ferro fundido. Após aquecer o forno, a fumaça sobe pela chaminé e é liberada à atmosfera.  Algumas pessoas instalam serpentinas de canos de cobre na base desses fogões, o que  permite a obtenção de água quente sempre que a lenha estiver queimando.

## História

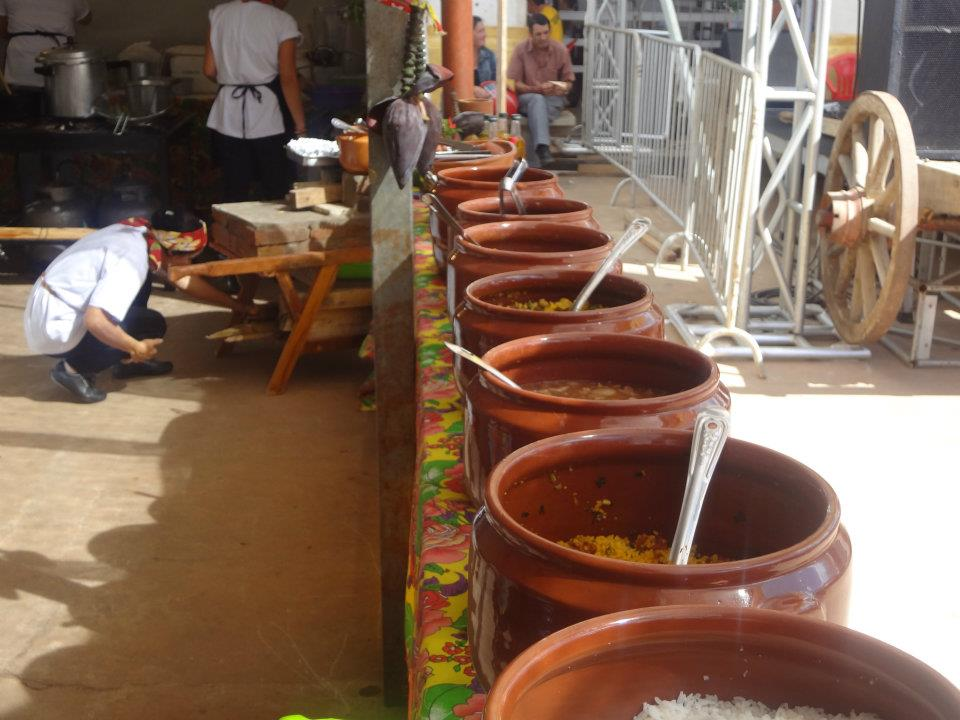
Alimentos da culinária caipira de São Paulo feitos no fogão à lenha, durante a Festa da Cozinha Caipira

O nome primitivo dado pelos índios timbiras e guaranis ao fogão a lenha que utilizavam, era Tucuruba. Nesse artefato, fogo era feito em um buraco construído diretamente no chão, protegido por algumas pedras.  Sobre essas pedras se assentavam as vasilhas de barro e cerâmica. Com o passar do tempo, esse fogão foi sendo modificado e, pelo sabor singular que deixa no alimento, passou também a ganhar espaço nas cozinhas das casas dos bandeirantes.
Durante o período escravista, eram feitos em grandes tamanhos, para que fosse possível  se cozinhar grandes quantidades de comida para abastecer as senzalas. Fogões menores eram destinados a elaboração de assados, pães bolos, pudins e compotas das casas dos senhores.
Com o tempo, esse artefato caiu em desuso, sendo substituído pela praticidade proporcionada pelos fogões e fornos a gás, ficando seu uso mais restrido às áreas rurais. Pesquisas de 2009 indicavam que mais de 90% das casas situadas nas áreas rurais do estado de Minas Gerais ainda tinham esse acessório.
Apesar do declínio no uso desses fogões na áreas urbanas, esses fogões voltaram a ganhar destaque, sobretudo nas habitações construídas para o lazer, como chácaras e ranchos devido, sobretudo, ao sabor único do alimento preparado com lenha.